# 佐賀大学教育学部附属中学校
佐賀大学教育学部附属中学校（さがだいがくきょういくがくぶふぞくちゅうがっこう、英語訳:The Junior High School Attached to Saga University Faculty Education）は、佐賀県佐賀市城内に所在する国立中学校。
佐賀大学教育学部の附属学校。
2016年（平成28年）の学部名改称により、1996年（平成8年）以来20年ぶりに「佐賀大学教育学部附属中学校」の名称に戻った。

## 概要
- 1学年の定員は144名で、各学年は4クラスである。 注）平成30年度入学生から1クラス当たり36人の定員となった。
- 校歌は作詞 近藤瞭也、補詞 内山良男、作曲 下総皖一であり、その歌い出しは「不知火（しらぬひ）燃ゆる」。
- 校歌と別に「白線歌」（作詞 原崎七次、作曲 迎巌）がある。昭和40年代に作られた曲で、附属中独自の白線の美しさを歌で表現したものである。

## 所在地
所在地は佐賀県佐賀市城内1丁目14番4号で、佐賀城の濠に囲まれた佐賀市城内は県庁・合同庁舎・放送局・美術館・博物館・小中高の各学校、公園などの公共施設が集まり佐賀県政治経済の中心となっている。

## 沿革
- 1947年（昭和22年）4月 - 学校教育法制定により、「6・3制」実施の先駆けとして、附属小学校にて誕生。「佐賀師範学校男子部附属中学校」設置。
- 1948年（昭和23年）4月 - 旧佐賀師範学校女子部に移転。
- 1949年（昭和24年）6月 - 国立学校設置法による新制佐賀大学の設置に伴い、「佐賀大学佐賀師範学校附属中学校」に改称。
- 1951年（昭和26年）3月 - 師範学校の廃止に伴い、「佐賀大学教育学部附属中学校」に改称。校歌制定。
- 1968年（昭和43年）3月24日 - 佐賀大学の入学試験会場として使用中、校庭で入試を妨害するデモが行われる[2]。
- 1994年（平成6年）
  - 2月 - 「選択美術作品展」を実施。「佐賀の環境を考える」がテーマ。（場所：九電イリスギャラリー）
  - 6月 - 国際理解教育活動として講演と国際交流授業を実施。4年目の取り組み。
- 1996年（平成8年）
  - 2月 - 光ファイバを導入。3月に佐賀大学の学内LANと接続される。9月に附属中学校ホームページを開設。
  - 10月 - 佐賀大学教育学部の文化教育学部への改組に伴い、「佐賀大学文化教育学部附属中学校」に名称変更。
- 1997年（平成9年）度～1998年（平成10年）度 - 文部省から「環境データ観測・活用事業」モデル校に指定される。現在も太陽光発電とその効果の測定を継続中。
- 1999年（平成11年）度～2000年（平成12年）度 - 文部省から「地域の人材を活用した道徳教育推進事業」実践研究協力校に指定される。
- 1999年（平成11年）度～2004年（平成16年）度 - 「複合アクセス網活用型インターネットに関する研究」（いわゆる「学校インターネット1」）。
- 2001年（平成13年）9月 - 佐賀大学と附属学校園（附属中学校、小学校、幼稚園、養護学校）が無線LANで接続される。
- 2002年（平成14年）度～2004年（平成16年）度 - 文部科学省から「学力フロンティアスクール」に指定される。
- 2002年（平成14年）12月 - 広島市立南観音小学校と、高性能テレビ会議システムで合唱演奏や対話による交流授業。（佐賀大学LANの都合で対象生徒は佐賀大学へ移動。）
- 2003年（平成15年）度～2005年（平成17年）度 - 文部科学省から「国語力の育成を基盤に据えた教育課程、教育内容、教育方法及び評価の在り方」の研究開発学校に指定される。全教科に共通する国語力の育成を目指し、ディベート方法やグラフの解析力、情報収集・表現力を養う。
- 2004年（平成16年）4月 - 国立大学法人法の規定により佐賀大学が国立大学法人となる。
- 2013年（平成25年）5月 - 全クラスへの電子黒板の設置が完了。
- 2016年（平成28年）4月1日 - 学部名改称により「佐賀大学教育学部附属中学校」（現校名）に改称。
- 2017年（平成29年）夏 ｰ 全クラス（特別教室は除く）の電子黒板の取り替えが完了。

## 学校行事
学習指導要領における分類を参考にして学校行事を列挙する。
- 学芸的行事、健康安全・体育的行事
  - 大運動会
    - 毎年、5月の中・下旬に行われる。
    - 1～4組が、それぞれ「緑軍」「白軍」「赤軍」「青軍」となって競う。

  - スケッチ大会
  - 文化発表会
    - 毎年、生徒会本部（生徒会役員5名と各部の部長10名と副部長10名）が1人1役を演じて作り上げる「生徒会劇」がある。※令和四年度より生徒会役員のみでの構成ではなく、三年生の希望者のみがキャストとして出演する様になった。
    - 文化発表会では、平成18年度までは生徒会各部の企画も行われていたが、平成19年度からは、各部の企画が行われなくなり、各部の企画は部で決めた期間に実施されている。

  - 合唱コンクール（会場：佐賀市文化会館）
    - 各クラスが課題曲（各学年に与えられる）と自由曲の合唱を披露する(3年生は自由曲のみ)。
    - 3年生の学年合唱「大地讃頌」が定番である。

このうち、大運動会･文化発表会･合唱コンクールは「附中三大行事」と呼ばれる。
- 旅行・集団的行事
  - 1年生 - 諫早への総合学習や創造的活動を含めた校外学習
  - 2年生 - 長崎への平和学習を含めた校外学習
  - 3年生 - 京都・奈良への体験活動を含めた自主研修旅行
    - かつて、3年生の修学旅行先は、韓国であったが、アメリカ同時多発テロ事件以降世界情勢の悪化、SARSのアジア流行、韓国での反日運動を含めた治安の悪化で京都・奈良に変更されることとなった。

## 教育
- 附属中学校は、佐賀大学教育学部や教育学部附属小学校と連携して先進的な教育を行い、その成果を広く公開している。
- 教育目標として「確かな知識・学び続ける力を育てる」、「自己指導力を育てる」を掲げている。
- この「自己指導力」とは、「今、自分がすべきことは何かを考え、それを行動に移す力」のことである。「自己指導力」というフレーズが生徒指導やあらゆる面に渡って多用される。キーワードは「再発見」である。
- 総合学習にかなりの力を注いでおり、3年間通して総合学習が継続される。

### 授業
- 基本は50分１コマの授業が1日6時間行われる。
- 附属中学校では、「B-Time」（B-timeの由来には「basic」と依然行われていた総合的学習の時間「かがやきの時間」からBrightをかけて名づけられている。）という総合的な学習の授業が行われている。しかし、学年が上がるごとに授業数は少なくなる。また、C-Timeと呼ばれる課題研究の授業が総合的な学習の授業内で行われる。これは一年を通して各自が決めた研究テーマに沿って研究を進めていく授業であり、三年生は特に卒業研究と呼ばれる。卒業研究は二学期の授業参観の際、三年生の保護者と在校生の前で全16グループに分かれて発表(卒業研究発表会)がある。
- 平成20年度より育友会主催で「大学の授業を受けてみよう」という生徒が大学の教授から授業を受ける企画もある。

### 入学試験・編入試験について
- 附属中学校では入学試験が行われる。転出などで定員を満たさなくなった場合は編入試験が行われることもある。
- 附属小学校出身の生徒が大半を占め、他の小学校からの入学者（俗称「外部生」）は全入学生160人中50人程度である。形式上、附属小学校の生徒は入試には参加するが、まず不合格にはならない。これは附属小学校との連携した教育を推進するために欠かせないことであり、他大学の附属小中学校においても同様のことが行われている。しかし近年、附属小学校の生徒でもあまりに成績不振の場合は不合格になるとの話が教師の間から出てきている。

- 2006年度までの入学試験では二次試験（抽選）が行われていたが、2007年度の入学試験からは一次試験（筆記）と面接のみとなった。そして、2019年度から面接が集団討論となった。また、2006年度までは8教科（国語･社会･算数･理科･音楽･図画工作･家庭･体育）の試験が行われていたが、2007年度から4教科（国語･社会･数学･理科）のみの試験になった。

## 部活動
運動部
- バスケットボール部（男女）
- バレーボール部（男女）
- サッカー部（男子）
- ソフトテニス部（男女）
- 卓球部（男女）
- 剣道部（男女）

文化部
- 吹奏楽部
- 美術部

以上、8の部活動がある。（合唱部は2020年に廃部）なお、運動部で男女がある部活動については男女に分け、14の部活動とする場合もある。他にも社会体育として活動している生徒も多くいる。

## 生徒会活動
- 生徒会役員は、会長をはじめとする5名の本部役員(会長一名、副会長二名、書記二名)と、10名の各部委員会部長からなる。
- 毎年2回、生徒会員全員（全校生徒）による生徒総会が開かれる。生徒総会では、本部と各部委員会の企画の提案と、よりよい生徒会にしていくための、「柱」と呼ばれる議論が行われる。
- 校風づくり部や健康づくり部、広報部など、計10の各部委員会がある。
- 生徒会本部と各部委員会は、それぞれ年間目標と年間活動計画を立て、活発に活動している。
- 2004年3月に学校のホームページ内に生徒会ホームページを開設し、現在も代々の生徒会が更新を続けている。
- 2006年には、「生徒会応援歌」が完成した。作ったのは当時の校長と生徒ということになっている。これは校長が作曲し、生徒から歌詞を公募したためである。

## 著名な出身者
- 陣内孝則（俳優）
- 古川康（官僚、政治家、佐賀県知事）
- 大串博志（政治家、衆議院議員）
- 福岡資麿（政治家、参議院議員）
- 川崎稔（政治家、参議院議員）
- 朝夏まなと（元宝塚歌劇団宙組トップスター）
- 古田求（脚本家）
- 武富礼衣（女流棋士 (将棋)）
- 一ノ瀬裕子（政治家、元アナウンサー）

## 関連書籍
- 今日から使える総合的な学習の創造 -教師と生徒を変えるスパイラル化した指導と郷土学習科- (著者:佐賀大学文化教育学部附属中学校、ISBN 4180260174)